# 薔薇憂鬱彦
薔薇 憂鬱彦（ばら ゆううつひこ、1963年5月3日 - ）は、福岡県出身の小説家。にっかつ（日活）芸術学院卒。東京都世田谷区在住。編集関係の仕事についた後に8年間在籍、経済誌の編集・記者を経験。テレビ番組爆笑問題のススメの企画によりデビュー。ペンネームは、太田光（爆笑問題）による命名。

## 著作
- 半透明人間と闇の帝王（小学館）